# Paul Boateng, Baron Boateng

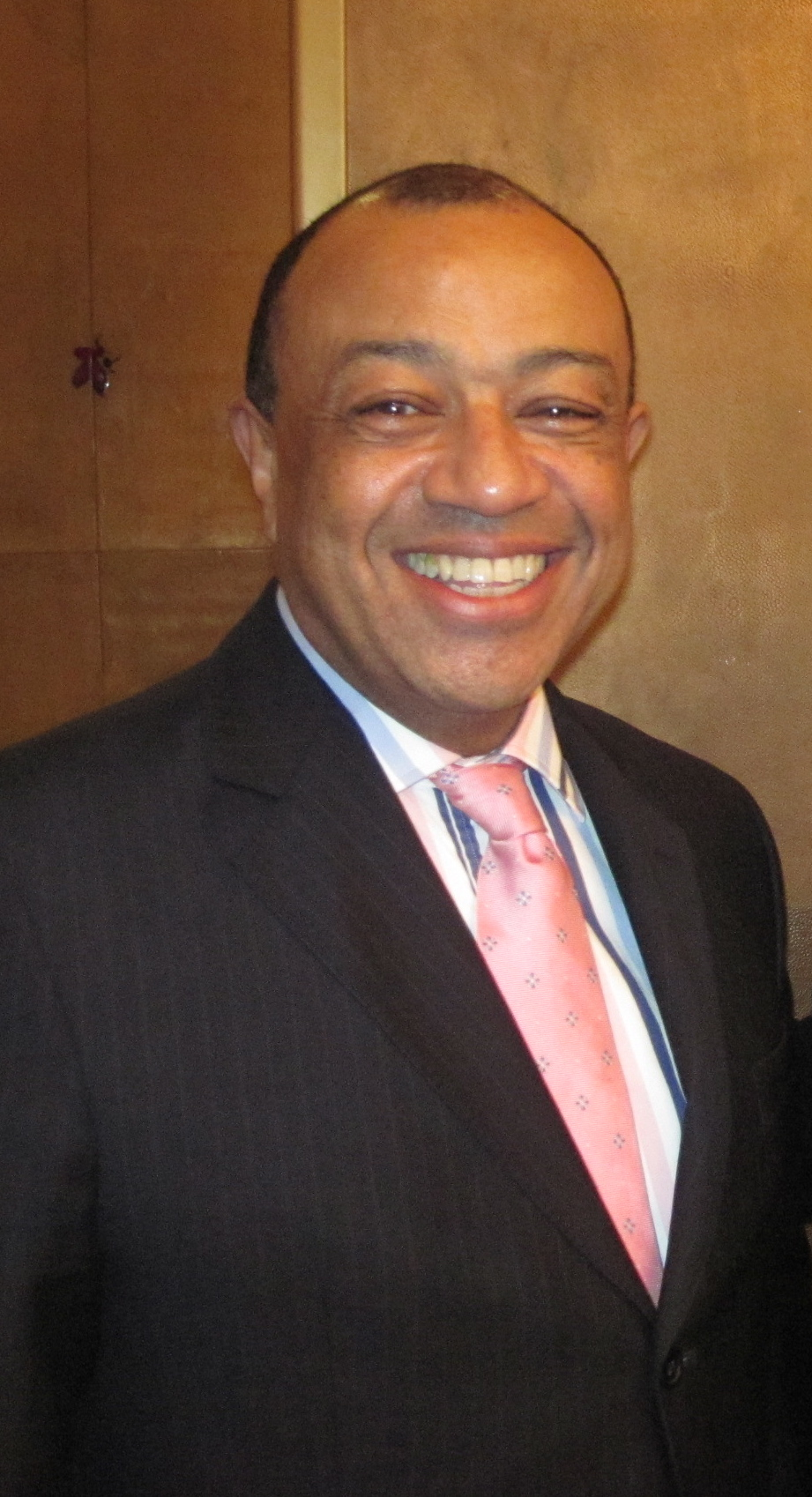
Paul Boateng, Baron Boateng (2010)

Paul Boateng, Baron Boateng PC (* 14. Juni 1951 in Hackney, London, England) ist ein britischer Jurist, Diplomat und Politiker der Labour Party, der 2002 als Chefsekretär des Schatzamtes (Chief Secretary to the Treasury) erster schwarzer Kabinettsminister Großbritanniens wurde. Er ist als Life Peer Mitglied des House of Lords.

## Leben

### Herkunft und Wahl ins Unterhaus
Paul Boateng, Sohn einer Schottin und des Politikers Kwaku Boateng, der in den 1960 Informations-, Innen- und Bildungsminister Ghanas in den Regierungen Kwame Nkrumahs war, studierte nach dem Schulbesuch Rechtswissenschaften an der University of Bristol und war nach Abschluss des Studiums als Barrister und Rechtsberater tätig.
Ende der 1970er Jahre begann er seine politische Laufbahn in der Labour Party und war zunächst von 1979 bis 1983 Mitglied des Unterausschusses für Menschenrechte im Nationalen Exekutivkomitee der Partei von zwischen 1981 und 1986 Mitglied des Greater London Council, in dem er zeitgleich Vorsitzender des Polizeiausschusses sowie stellvertretender Vorsitzender des Ausschusses für ethnische Minderheiten war. Darüber hinaus war er in der Zeit von 1984 bis 1986 Mitglied des Komitees der Labour Party für Kriminalität und Polizei.
Nachdem er bei den Unterhauswahlen am 7. Juni 1983 im Wahlkreis Hertfordshire West ohne Erfolg erstmals für die Labour Party für ein Mandat im House of Commons kandidiert hatte, wurde er bei den Unterhauswahlen vom 11. Juni 1987 als Mitglied in das House of Commons gewählt und vertrat dort bis 2005 den Wahlkreis Brent South. Während seiner langjährigen Parlamentszugehörigkeit war er zwischen 1989 und 1992 Sprecher der oppositionellen Labour-Fraktion für das Schatzamt und Wirtschaftsangelegenheiten sowie anschließend bis 1997 Oppositionssprecher für das Amt des Lordkanzlers.
Nach dem Wahlsieg der Labour Party bei den Unterhauswahlen vom 1. Mai 1997 wurde er Parlamentarischer Unterstaatssekretär im Gesundheitsministerium und dann im Oktober 1999 Staatsminister im Home Office, dem britischen Innenministerium. In diesem war er erst für Kriminalitätspolitik zuständig und dann von 1999 bis 2001 stellvertretender Innenminister, wobei er von 2000 bis 2001 auch für junge Menschen zuständig war. Im Juni 2001 wechselte er ins Schatzamt, in dem er zuerst Finanzsekretär (Financial Secretary to the Treasury) wurde. Zugleich war er Mitglied des Unterhausausschusses für öffentliche Haushalte.

### Kabinettsminister, Hochkommissar und Oberhausmitglied
Am 29. Mai 2002 ernannte ihn Premierminister Tony Blair zum Chefsekretär des Schatzamtes (Chief Secretary to the Treasury) und berief damit erstmals einen Schwarzen auf einen Posten im Rang eines Kabinettministers in die britische Regierung.
Nach seinem Ausscheiden aus dem Unterhaus und aus der Regierung am 11. Mai 2005 wurde Boateng Hochkommissar in Südafrika und bekleidete dieses Amt bis Mai 2009. Kurz nach seiner Rückkehr nach Großbritannien wurde er 2009 Trustee des Museum of London.
Am 1. Juli 2010 wurde er zum Life Peer mit dem Titel eines Baron Boateng, of Akyem in the Republic of Ghana and of Wembley in the London Borough of Brent, in den Adelsstand erhoben und dadurch zum Mitglied des House of Lords.
Boateng, der auch Mitglied des Direktoriums des in London ansässigen privaten Sicherheits- und Militärunternehmens Aegis Defence Services ist, wurde 2011 Mitglied des Gouverneursrates der London School of Economics and Political Science.